# Edmond de la Coste
Edmond Charles Guillaume Ghislain de la Coste, né à Malines le 24 février 1788 et décédé à Bruxelles le 30 mars 1870, est un homme politique belge francophone libéral.
Il fut fonctionnaire, conseiller communal de Bruxelles, membre du parlement, élu de Louvain,,, ministre et gouverneur de la province d'Anvers et de la province de Liège.

## Biographie
Issu d'une noble et ancienne famille belge, descendant d'André de La Coste, Edmond de la Coste est le fils d'Alexandre Augustin de La Coste, major au régiment de Wurtemberg et de Clairfayt, et de Marie Isabelle van der Fosse (sœur de Hyacinthe et d'Alexandre François Ghislain van der Fosse).
Marié à Pauline de Foestraets, il est le beau-père de Jules Charles Ysebrant.

### Carrière politique
Il commença sa carrière politique en 1810 sous le Premier Empire. Un décret de 1809 le nomme auditeur au Conseil d'État. En cette qualité, il devint sous-préfet de Groningue, ensuite d’Aix-la-Chapelle.
Après la révolution belge de 1830, de la Coste quitta la vie publique et élu membre de l'assemblée, le 29 août 1831, il refusa le mandat. Réélu en 1842, il entra à la Chambre en qualité de représentant de l’arrondissement administratif de Louvain.
En 1846, il fut nommé gouverneur de la province de Liège. Mais dès 1847, il quitta le gouvernement de la province de Liège à l’avènement du ministère libéral, pour s’occuper exclusivement des travaux du parlement. 
Lors des élections de 1848 (en), il ne fut pas réélu mais en 1850, il fut de nouveau proclamé membre de la chambre pour l’arrondissement de Louvain.
Il fut décoré chevalier de l’ordre de Léopold et commandeur de l’ordre du Lion néerlandais.

## Distinctions
- Commandeur de l'ordre du Lion néerlandais